# Spyridon Trikoupis
Spyridon Trikoupis (řecky Σπυρίδων Τρικούπης; (9. dubnajul./ 20. dubna 1788greg. Missolonghi – (12. únorajul./ 24. února 1873greg. Athény) byl řecký politik, diplomat, autor a řečník. Byl prvním řeckým premiérem (1833) a členem prozatímních řeckých vlád od roku 1826.

## Raný život
Narodil se v Missolonghi a byl synem Ioannise Trikoupise. Po studiích v Paříži a Londýně se stal soukromým tajemníkem Fredericka Northa, 5. hraběte z Guilfordu, guvernéra Jónských ostrovů.

## Politická kariéra
Během řecké války za nezávislost zastával několik významných administrativních a diplomatických funkcí. V roce 1826 byl členem prozatímní vlády, v roce 1827 členem národního konventu v Troezenu a v roce 1832 předsedou rady a ministrem zahraničních věcí. V roce 1833 byl jmenován prvním řeckým premiérem. Byl třikrát řeckým ministrem (velvyslancem) v Londýně (1834–1837, 1841–1843 a 1849–1862) a v roce 1850 mimořádným velvyslancem v Paříži.

## Řečnictví a historie
Jeho pohřební řeč za přítele lorda Byrona, kterou pronesl v katedrále v Missolonghi v roce 1824, byla přeložena do mnoha jazyků. Sbírka jeho dřívějších náboženských a politických řečí byla vydána v Paříži v roce 1836. Byl autorem knihy Istoria tis Ellinikis Epanastaseos (Londýn, 1853–1857), vlastního díla o dějinách řecké revoluce.

## Děti
Byl otcem Charilaose Trikoupise, jenž se stal taktéž předsedou vlády.